# الصبل (الشعر)

تعديل مصدري - تعديل

الصبل محلة تابعة لقرية بيت الديك، التابعة لعزلة المفتاح بمديرية الشعر إحدى مديريات محافظة إب في الجمهورية اليمنية، بلغ تعداد سكانها 23 حسب تعداد اليمن لعام 2004.